# مستعمرة موريتانيا
امتدت الفترة الاستعمارية في موريتانيا من أوائل القرن العشرين إلى منتصف القرن العشرين.

## العلاقة المبكرة مع أوروبا
قبل القرن التاسع عشر، كانت القوى الأوروبية في غرب أفريقيا مهتمة فقط بالتجارة الساحلية، ولم يحاولوا تنفيذ أي استكشاف داخلي مهم ولم يؤسسوا مستوطنات دائمة (باستثناء سانت لويس). تم تكليف الشركات التجارية الأوروبية على الساحل بتحقيق أعلى ربح ممكن. تمتعت أربع شركات فرنسية بالاحتكار الرسمي للحكومة الفرنسية لتجارة نهر السنغال من 1659 إلى 1798. حدث الاتصال مع موريس والسكان السود في الوادي في سياق التجارة فقط. منذ البداية، جاء النفوذ الفرنسي، الذي تنافس مع الشركاء التجاريين التقليديين شمال وشرق موريتانيا، عبر السنغال.
في عام 1825، سعى أمير ترارزة الجديد، محمد الحبيب، إلى إعادة تأكيد سيادته على مملكة أوالو المحمية من قبل فرنسا جنوب نهر السنغال من خلال الزواج من الوريثة للمملكة. أثار هذا الإجراء، الذي اعتبرته السلطات الفرنسية تهديدًا معاديًا، إلى جانب جهود الأمير لبيع الصمغ العربي للبريطانيين، رد فعل فرنسي قوي. ومع أن الموريين كانوا قادرين على محاصرة سانت لويس، إلا أن قوة استكشافية فرنسية كبيرة هزمت قوات الأمير. خلص الفرنسيون إلى أن عليهم احتلال الضفة الشمالية لنهر السنغال بالقوة لضمان استمرار ربحية تجارة الصمغ العربي.

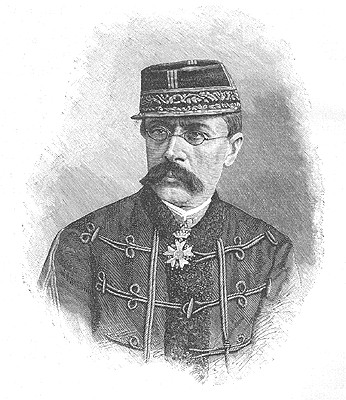
لويس فيدرب

قام بتنفيذ هذه السياسة الجديدة لويس فيدرب، الحاكم الفرنسي للسنغال من 1854 إلى 1861 ومن 1863 إلى 1865. وفي عام 1840، أقر مرسوم فرنسي أن السنغال هي ملكية فرنسية دائمة مع حكومة امتدت ولايتها القضائية إلى جميع المستوطنات التي كانت تحت السيطرة الفرنسية، بما في ذلك تلك الموجودة في موريتانيا. ومن خلال إدارة هذه المستوطنات الموريتانية، تحدى الحكام الفرنسيون بشكل مباشر مزاعم المور بالسيادة. وبموجب أوامر من حكومة لويس نابليون الجديدة لإنهاء كوتوم، لتأمين تجارة الصمغ العربي، وحماية السكان المستقرين في الضفة الجنوبية من غارات Maure، غزا فيدرب مملكة أوالو، ثم وجه انتباهه إلى إمارات ترارزة والبراكنة اللتان اتحدتا ضده. هاجم الموريون سانت لويس عام 1855 وكادوا أن ينجحوا في استعادة المستوطنة، لكنهم تم صدهم وهزيمتهم بعد عام في شمال نهر السنغال. شملت معاهدات إنهاء الحرب تمديد الحماية الفرنسية على ترارزة وبراكنة، واستبدال كوتوم مع خصم سنوي قدره 3% على قيمة الصمغ العربي التي يتم تسليمها، والاعتراف بالسيادة الفرنسية على الضفة الشمالية لنهر السنغال.
بالإضافة إلى مشاريعه العسكرية، رعى فيدرب برنامجًا نشطًا لإجراء دراسات جغرافية وإقامة علاقات سياسية وتجارية. وفي عامي 1859 و1860، رعى فيدرب خمس بعثات استكشافية، بما في ذلك واحدة رسمت خريطة أدرار، إلى جميع مناطق غرب وجنوب موريتانيا.
كان خلفاء فيدرب راضين عن الحفاظ على مكاسبه ولم يشرعوا في المزيد من المشاريع العسكرية. يمكن وصف السياسة الاستعمارية الفرنسية في هذا الوقت على أفضل وجه بالتحذير الذي وجهته وزارة المستعمرات إلى حاكم السنغال في أواخر سبعينيات القرن التاسع عشر: «دعنا لا نسمع منك». ومع تخلي فرنسا الفعلي عن السنغال، انتهى الهدوء النسبي الذي نشأ في كيماما وجنوب موريتانيا من خلال جهود فيدرب. استأنف الموريون ممارساتهم التقليدية المتمثلة في الحرب الضروس ونهب القرى في كيماما. وفي السيطرة الافتراضية على الإدارة الاستعمارية، باعت الشركات التجارية في سانت لويس الأسلحة إلى الموريين، بينما كانت في نفس الوقت تجهز المهام العقابية الفرنسية. أصبحت البعثات العلمية إلى موريتانيا عرضة بشكل متزايد للهجوم، وقُتل زعماؤها الأوروبيون أو احتجزوا مقابل فدية. شجع الضعف الواضح للفرنسيين وإلهائهم عن الأحداث في أماكن أخرى من المنطقة الأمراء على المطالبة وتأمين عودة كوتوم.
في بداية القرن العشرين، لم يتغير الوضع كثيرًا حتى بعد 250 عامًا من الوجود الفرنسي في موريتانيا. قد تكون الحرب الداخلية بين المجموعات المورية المختلفة قد ازدادت إثر توفير التجار الفرنسيين الأسلحة بسهولة، وقد دافعت القوات الاستعمارية عن المعسكرات شمال نهر السنغال ضد نهب المور. ومع أن الموريين كانوا رسميًا تحت «حماية» الفرنسيين، إلا أنهم كانوا مستقلين بشدة كما كانوا دائمًا.

## التهدئة
في عام 1901 تبنت الحكومة الفرنسية خطة «الاختراق السلمي» للتنظيم الإداري للمناطق التي كانت تحت سلطة المور. كان مؤلف الخطة كزافييه كبولاني، وهو كورسيكي نشأ في الجزائر، وأرسل إلى موريتانيا مندوبًا من الحكومة الفرنسية. وضع كبولاني سياسة لتقسيم وإضعاف وتهدئة الموريين، وأيضًا لحمايتهم. ومع أنه خدم في موريتانيا لمدة أربع سنوات فقط (1901–05)، إلا أن الفرنسيين أطلقوا على كبولاني لقب والد المستعمرة الفرنسية لموريتانيا، وعَرِفَه الموريون بأنه «فاتح المحيط الهادئ» للمنطقة.
خلال هذه الفترة، كان هناك ثلاثة مرابطين ذوي نفوذ كبير في موريتانيا: الشيخ سيدي بابا، الذي كانت سلطته أقوى في الترارزة، وبراكنة، وتكانت. الشيخ سعد بو، الذي امتدت أهميته إلى تكانت والسنغال. والشيخ ماء العينين الذي تولى القيادة في أدرار والشمال وكذلك في الصحراء الإسبانية وجنوب المغرب. ومن خلال حشد دعم الشيخ سيدي والشيخ سعد ضد نهب عشائر المحاربين لباكس جاليكا، تمكن كبولاني من استغلال الصراعات الأساسية في مجتمع المور. كانت مهمته صعبة بسبب معارضة الإدارة في السنغال، التي لم تجد أي قيمة في الأراضي البور شمال نهر السنغال، ومن قبل الشركات التجارية في سانت لويس، التي عنت لها التهدئة نهاية تجارة الأسلحة المربحة. ومع ذلك، بحلول عام 1904، كان كبولاني قد سيطر على ترارزة وبراكنة وتكانت بشكل سلمي وأنشأ مواقع عسكرية فرنسية عبر المنطقة الوسطى من جنوب موريتانيا.
وكما اقترح فيدرب قبل خمسين عامًا، فإن مفتاح التهدئة في موريتانيا يكمن في أدرار. هناك، بدأ الشيخ ماء العينين حملة لمواجهة نفوذ منافسيه - المرابطين الجنوبيين، الشيخ سيدي والشيخ سعد - ووقف تقدم الفرنسيين. ولأن الشيخ ماء العينين كان يتمتع بدعم عسكري ومعنوي من المغرب، فقد أفسحت سياسة التهدئة السلمية المجال للغزو الفعال. وفي مقابل الدعم، اعترف الشيخ ماء العينين بادعاءات سيادة السلطان المغربي على موريتانيا، والتي شكلت الأساس لكثير من أفكار مطالبة المغرب بموريتانيا في أواخر القرن العشرين. وفي مايو 1905، قبل أن ينطلق العمود الفرنسي إلى أدرار، قُتل كبولاني في تجكجة.

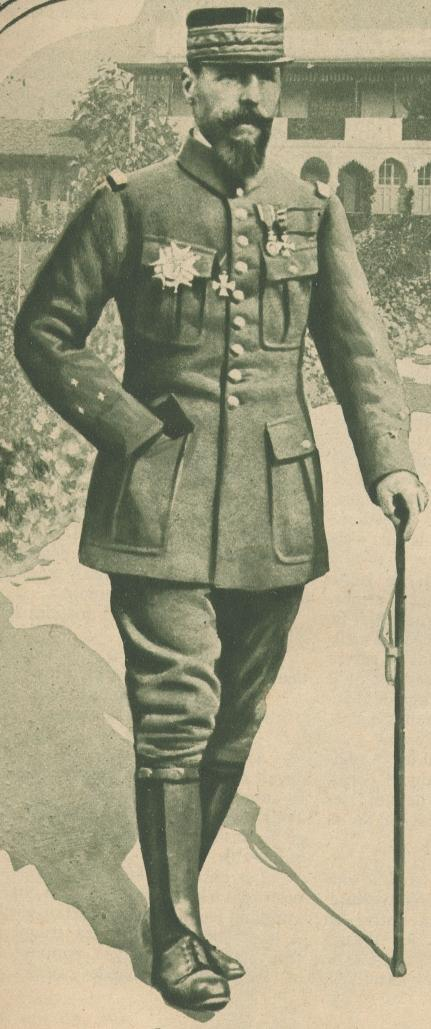
هنري جورو

مع مقتل كبولاني، تحول المد لصالح الشيخ ماء العينين، الذي استطاع حشد العديد من الموريين بوعود بالمساعدة المغربية. ترددت الحكومة الفرنسية لمدة ثلاث سنوات بينما حث الشيخ ماء العينين على الجهاد لطرد الفرنسيين عبر السنغال. وفي عام 1908، تولى الكولونيل هنري غورو، الذي هزم حركة مقاومة في السودان الفرنسي (مالي الحالية)، قيادة القوات الفرنسية بصفته مفوضًا حكوميًا للإقليم المدني الجديد في موريتانيا (الذي تم إنشاؤه عام 1904)، واستولى على أتار حيث خضعت له جميع شعوب أدرار في العام التالي. بحلول عام 1912، تم إخماد كل المقاومة في أدرار وجنوب موريتانيا. وإثر غزو أدرار، تم تأسيس القدرة القتالية للفرنسيين، وتم تأكيد هيمنة المرابطين المدعومين من فرنسا على عشائر المحاربين داخل مجتمع المور.
تسبب القتال في خسائر فادحة في قطعان الماشية التابعة للبدو الرحل الموريين، الذين سعوا إلى تجديد قطعانهم بالطريقة التقليدية - من خلال مداهمة المعسكرات الأخرى. أحبطت قوات الأمن الفرنسية من الفترة من عام 1912 إلى عام 1934 مرارًا وتكرارًا مثل هذه الغارات. لقد وقعت الغارة الأخيرة للبدو الرحل الشماليين والبعيدون، في عام 1934، وغطت مسافة 6000 كيلومتر، وحصدت 800 رأس من الماشية، و270 جمالًا، و10 عبيد. ومع ذلك، باستثناء المداهمات الصغيرة والهجمات العرضية - تعرضت بورت إتيان (نواذيبو حاليًا) للهجوم في عامي 1924 و1927 - أذعن الموريون بشكل عام للسلطة الفرنسية. ومع التهدئة، اكتسب الفرنسيون مسؤولية إدارة الأراضي الشاسعة لموريتانيا.

## السياسة الاستعمارية الفرنسية
منذ عهد الثورة الفرنسية عام 1789، كانت السمتان الرئيسيتان للسياسة الاستعمارية الفرنسية في غرب أفريقيا هما السعي وراء المكانة الدولية والاستيعاب الثقافي للسكان الأصليين. يمكن اعتبار جهود فرنسا لبناء إمبراطورية استعمارية رد فعل على نجاحات الإمبراطورية البريطانية: كانت المستعمرات عبئًا ضروريًا تحمله الفرنسيون للحفاظ على مكانتهم الدولية. كانت هذه الجهود دائمًا خاضعة لاعتبارات السياسة القارية. نتيجة لذلك، تم إيلاء القليل من الاهتمام للتنمية السياسية والاجتماعية والاقتصادية لأقاليم ما وراء البحار.
تعود أصول سياسة الاستيعاب إلى الثورة الفرنسية عندما أعلن المؤتمر الوطني عام 1794 أن جميع الأشخاص الذين يعيشون في المستعمرات هم مواطنون فرنسيون ويتمتعون بجميع الحقوق الجمهورية. لكن وتحت حكم نابليون والقنصلية (1799–1804)، سرعان ما تم إلغاء القانون. وفي عام 1848، في بداية الجمهورية الثانية، تم تمديد حقوق المواطنة مرة أخرى، وتم توفير حق التمثيل في الجمعية الوطنية لأربع بلديات من السنغال (سانت لويس، داكار، روفيسك، وغوري). ومع احتفاظ السنغاليين بهذه الحقوق، إلا أنها لا تنطبق على موريتانيا أو غيرها من الأراضي الفرنسية الأخرى في غرب أفريقيا. وفي أماكن أخرى من غرب أفريقيا، رغم أن الاستيعاب كان الأساس النظري للإدارة، فقد تطورت سياسة تشترك في عناصر الممارسة الاستعمارية البريطانية. على سبيل المثال، كان الأفارقة رعايا لفرنسا، وليسوا مواطنين، وليس لديهم حقوق سياسية أو حقوق في التمثيل. تم الحفاظ على الإدارة المركزية والمباشرة المتجسدة في عقيدة الاستيعاب، وتطوّر تعاون وظيفي بين الحكام الفرنسيين والنخبة الأصلية المندمجة. ومع أن السياسة الاستعمارية في الحرب العالمية الثانية كانت لا تزال توصف بالاستيعاب، لكن تم استيعاب عدد قليل جدًا من الأفارقة فقط. بالنسبة لغالبية الأفارقة، كانت حقائق السياسة الاستعمارية الفرنسية بعيدة كل البعد عن روح المساواة الفرنسية.

## الإدارة الفرنسية خلال الحرب العالمية الثانية
لم تكن موريتانيا، التي كانت تابعة للسنغال لفترة طويلة، تستحق النفقات اللازمة لتهدئتها وتطويرها حتى نجح كبولاني في تغيير موقف الحكومة الفرنسية. وفي عام 1904، اعترفت فرنسا بموريتانيا ككيان منفصل عن السنغال ونظمتها كمحمية فرنسية تحت إشراف مندوب عام في سانت لويس. ومع نجاح محاولات التهدئة الأولى، تم رفع مكانة موريتانيا إلى منطقة مدنية يديرها مفوض الحكومة (كبولاني كان الأول ولحقه غورو). ومع أن موريتانيا منفصلة رسميًا عن غرب أفريقيا الفرنسي، الذي تم إنشاؤه عام 1895، إلا أنها كانت مرتبطة ارتباطًا وثيقًا بهيكلها الإداري وكانت ميزانيتها السنوية ملحقة بميزانية غرب أفريقيا الفرنسية. وفي 4 ديسمبر 1920، وبموجب مرسوم صادر عن وزارة المستعمرات في باريس، أُدرجت موريتانيا رسميًا في غرب أفريقيا الفرنسية مع ستة أقاليم فرنسية أخرى في غرب أفريقيا – السنغال، والسودان الفرنسي، وغينيا، وكوت ديفوار، وداهومي (بنين الحالية) والنيجر.
تم تنظيم غرب أفريقيا الفرنسي بشكل هرمي في ظل هيكل فيدرالي مركزي في داكار. تم تعيين الحاكم العام لغرب أفريقيا الفرنسي مباشرة من قبل رئيس الجمهورية الفرنسية، وأصبح يتمتع بقدر كبير من السلطة بسبب عدم الاستقرار وقصر مدة حكومات الجمهورية الثالثة في باريس. كان الحاكم العام رئيسًا للبيروقراطية الإدارية المركزية التي تألفت من نائب الحاكم لكل إقليم، وقائدًا لدائرة (إحدى وحداتها الإدارية الاستعمارية)، ورؤساء أقسامها الفرعية، وال كانتونات، والقرى. كان الشخصية الرئيسية في النظام هو القائد في كل دائرة، والذي كان دائمًا تقريبًا أوروبيًا وكان الأقرب إلى السكان الأصليين في واجباته المتمثلة في جمع الضرائب والإشراف على مشاريع الأعمال والحفاظ على السلام والأمن وتنفيذ المراسيم الإدارية. بشكل عام، كانت الأقسام الفرعية التابعة للقائد مأهولة من قبل الأفارقة. لهذه المناصب، اعتمد الفرنسيون إلى حد كبير على التسلسل الهرمي التقليدي للرؤساء أو أبنائهم. وتمشيًا مع سياستهم الخاصة بالحكم المركزي المباشر، أوضح الفرنسيون أن هؤلاء الزعماء الأفارقة مارسوا السلطة ليس بحكم مناصبهم التقليدية ولكن بحكم وضعهم كإداريين استعماريين حديثين.
قبل عام 1946، لم تكن هناك هيئات تشريعية في منطقة الاتحاد الأفريقي. كان الحاكم العام بمساعدة المجلس الأكبر بداكار في السنغال، يمثّل منذ عام 1925 مجموعات المصالح الرئيسية للاتحاد (الأفراد العسكريون والموظفون المدنيون ورجال الأعمال). لكن المجلس كان يتمتع بوضع استشاري فقط، وكان جميع أعضائه معينين من قبل الحاكم العام. قدمت مجالس إدارية مماثلة المشورة للحكام الملازمين في جميع الأراضي باستثناء موريتانيا والنيجر.
يتوافق الهيكل الإداري لموريتانيا بشكل عام مع باقي مناطق غرب أفريقيا الفرنسي. ومع ذلك، كانت هناك بعض الاختلافات المهمة للغاية. فعلى عكس المناطق الأخرى (باستثناء محتمل للنيجر)، كان لا يزال لدى معظم الدوائر قادة عسكريون بسبب تأخر تاريخ التهدئة في الإقليم. تسببت الصراعات الناتجة بين السلطات العسكرية والمدنية في حدوث تغييرات إدارية وإعادة تنظيم متكررة، بما في ذلك تغييرات في الحدود أدت إلى حدوث ارتباك.
كانت أهمية دور رؤساء المور التقليديين في الإدارة هي الاختلاف الأكثر أهمية بين موريتانيا ومناطق غرب أفريقيا الفرنسي الأخرى وربما كان لها التأثير الأكبر المستمر. من الجدير بالملاحظة مدى تعارض الممارسة الإدارية في موريتانيا مع السياسة الفرنسية للحكم المباشر وشبهها بالحكم البريطاني غير المباشر. اعتمدت الإدارة بشكل كبير منذ عهد كبولاني على المرابطين للدعم والإدارة. وتقديرًا للدعم الذي قدمه شيخ سيد الترارزة، وضع الفرنسيون مدرسة الدراسات الإسلامية في بوتليميت تحت سيطرته. لقد وضع المسؤولين التقليديين للعدالة الإسلامية، والقديس، على جدول الرواتب الفرنسي دون إشراف، وكانت التعيينات الإدارية لرؤساء تخضع لموافقة الجماعة التقليدية.
في محاولة للحفاظ على النظام في جميع أنحاء المنطقة المضطربة، اختار الفرنسيون قادة بعض الجماعات المحاربة لخدمة الإدارة. كان من أبرز هؤلاء أمراء الترارزة، وبراكنة، وأدرار، وهم أقوى ثلاثة رجال في المستعمرة، والذين ساعدهم 50 زعيمًا من المجموعات الأصغر وأكثر من 800 زعيم فصائل وفصائل فرعية. ومع وجود تدخل فرنسي واسع النطاق في عمليات السلطات التقليدية، فقد تم الحفاظ على البنية الاجتماعية التقليدية لموريتانيا وتم دفعها إلى العالم الحديث.
ومع اندلاع الحرب العالمية الثانية في عام 1939، تم استدعاء الأراضي الفرنسية الأفريقية لتزويد القوات والمؤن للمجهود الحربي. بعد سقوط فرنسا في عام 1940، سيطرت حكومة فيشي على منطقة غرب أفريقيا الفرنسي واستبدلت سياسة الاستيعاب الرسمية بسياسة التمييز العنصري في المتاجر والقطارات والفنادق. تم قمع المؤسسات الديمقراطية القائمة وإلغاء المجالس الإدارية. تم إساءة استخدام عناصر السياسة الاستعمارية الفرنسية، مثل indigénat والعمل القسري. كان يُنظر إلى الرؤساء، الذين اعتمدت عليهم حكومة فيشي في داكار، بشكل متزايد على أنهم متعاونون من قبل شعوبهم حيث أن المطالب المتعلقة بالحرب للإنتاج الزراعي والعمل الجبري حاصرتهم. قوبلت المقاومة المتفرقة لهذه الانتهاكات بعقوبة موجزة.
تقديرًا لمعاناة سكان أراضي غرب أفريقيا الفرنسي أثناء الحرب ومساهمة غرب أفريقيا الفرنسي في المجهود الحربي للفرنسيين الأحرار (في وقت من الأوقات كان أكثر من نصف القوات الفرنسية الحرة أفارقة)، عقد المسؤولون الفرنسيون الأحرار مؤتمرًا في برازافيل في الكونغو في يونيو 1944 لاقتراح إصلاحات ما بعد الحرب للإدارة الاستعمارية. فضل المؤتمر قدرًا أكبر من الحرية الإدارية في كل مستعمرة، إلى جانب الحفاظ على الوحدة من خلال دستور فيدرالي. كما أوصى بإلغاء العمل القسري والعمل الجبري، وإنشاء النقابات، والتوسع السريع في التعليم، ومنح حق الاقتراع العام. ومع ذلك، فقد عارض المؤتمر بشدة أي مفهوم للتطور خارج الكتلة الفرنسية ودعا إلى التطبيق الكامل لعقيدة الاستيعاب. كان مؤتمر برازافيل بداية لتغيير سياسي واجتماعي كبير كان من شأنه أن يجتاح موريتانيا والدول الأفريقية الفرنسية الأخرى للاستقلال في أقل من سبعة عشر عامًا.

## إصلاحات ما بعد الحرب
لم تلعب موريتانيا أي دور في صعود القومية في منطقة غرب أفريقيا الفرنسي بعد الحرب العالمية الثانية، إلا أنها كانت متطورة قليلًا ومُهملة لفترة طويلة. نص دستور الجمهورية الفرنسية الرابعة لعام 1946 على إنشاء المستعمرات السابقة في منطقة الاتحاد الأفريقي أقاليم ما وراء البحار التابعة لفرنسا المرتبطة ارتباطًا وثيقًا بالاتحاد الفرنسي. احتفظت الإدارة الفرنسية في سانت لويس بالسلطة القضائية في القانون الجنائي والحريات العامة والتنظيم السياسي والإداري؛ لا يزال بإمكان وزارة المستعمرات أن تحكم بمرسوم، إذا كان المرسوم لا ينتهك القانون. تم إلغاء العمل القسري، وتم تمديد الجنسية الفرنسية لجميع سكان الأراضي الفرنسية الراغبين في التخلي عن وضعهم القانوني المحلي.
كان التمثيل الاختياري موجودًا على ثلاثة مستويات: الإقليمية، والفيدرالية (غرب أفريقيا الفرنسي)، والوطنية (الفرنسية). تم إنشاء مجلس عام (سُمي فيما بعد بالجمعية الإقليمية في عام 1952) في كل إقليم مع ضوابط واسعة على الميزانية، ولكن مع سلطات استشارية فقط على جميع القضايا الأخرى. يتألف المجلس العام الموريتاني من أربعة وعشرين عضوًا، ثمانية ينتخبهم الأوروبيون وستة عشر ينتخبهم الموريتانيون. كان لكل إقليم خمسة ممثلين، منتخبين من المجلس العام، في غرب أفريقيا الفرنسي في المجلس الأعلى بداكار في السنغال، والذي كان له سلطة عامة على الميزانية والسياسة والإدارة، والتخطيط، وغيرها من المسائل لجميع غرب أفريقيا الفرنسي. كما أرسل كل إقليم ممثلين إلى الجمعية الوطنية ومجلس الجمهورية وجمعية الاتحاد الفرنسي في باريس.
كان الامتياز الذي أنشأه الدستور الفرنسي لعام 1946 صغيرًا ومقتصرًا على المسؤولين الحكوميين وأصحاب الأجور والمحاربين القدامى ومالكي العقارات المسجلة والأعضاء أو الأعضاء السابقين في الجمعيات المحلية أو التعاونيات أو النقابات العمالية. وبالتالي، كان هناك أقل من 10 آلاف ناخب مؤهل في الانتخابات الموريتانية لعام 1946. وفي عام 1947 تمت إضافة الأفراد الذين يعرفون القراءة والكتابة بالفرنسية والعربية إلى الناخبين، وفي عام 1951 تم تأهيل أرباب الأسر وأمهات الأطفال. بحلول عام 1956، أصبح الاقتراع شاملًا.
قبل عام 1946، شكلت أراضي موريتانيا وحدة انتخابية واحدة مع السنغال، والتي مثلها سيناتور واحد في مجلس الشيوخ الفرنسي. لكن دستور عام 1946 فصل موريتانيا عن السنغال سياسيًا، ومنحها نائبًا في الجمعية الوطنية الفرنسية. في الوقت نفسه، تم إنشاء المجلس العام المكون من مجلسين، والذي أعيد تنظيمه ليصبح مجلسًا إقليميًا أحادي الغرفة، في عام 1952 في موريتانيا. ومع ذلك، كان النشاط السياسي في موريتانيا ضئيلًا. كان أول حزب في الإقليم هو حزب الوفاق الموريتاني، برئاسة حرمة ولد بابانا الذي شغل منصب النائب الموريتاني الأول في الجمعية الوطنية الفرنسية.
تأسس حزب الوفاق الموريتاني في عام 1946 تحت رعاية ليوبولد سنغور ولامين جوي من الفرع السنغالي للحزب الاشتراكي الفرنسي. تم تشكيل الحزب خصيصًا لانتخابات عام 1946 ولم يكن منظمًا جيدًا ولم يكن جماهيريًا. لكن على منصة تدعو إلى التحرك نحو الاستقلال والقضاء على المشيخات، هزم بابانا بسهولة مرشح الإدارة الفرنسية المحافظة ورجال الدين البارزين. لكن النائب الجديد قضى معظم فترة ولايته البالغة خمس سنوات في باريس، دون اتصال بالسياسة في موريتانيا. نتيجةً لذلك، عند عودته لانتخابات عام 1951، هُزم بابانا على يد الاتحاد التقدمي الموريتاني، بقيادة سيدي المختار ندياي وبدعم من الإدارة الاستعمارية وحلفائها، الطبقات الحاكمة التقليدية من رجال الدين والعلمانيين، الذين كانوا يخشون برنامج حزب الوفاق الموريتاني «الاشتراكي». في انتخابات عام 1952 لأعضاء المجلس الإقليمي، فاز الاتحاد التقدمي الموريتاني بـ22 مقعدًا من أصل 24 مقعدًا.
كانت إصلاحات عام 1956، أو Loi-Cadre، أكثر شمولًا من إصلاحات عام 1946. وفي مواجهة القومية المتنامية وتطور الوعي السياسي في غرب أفريقيا الفرنسي، أنهت إصلاحات Loi-Cadre المرحلة التكاملية للسياسة الاستعمارية الفرنسية ومنحت درجة كبيرة من الحكم الذاتي الداخلي على أقاليم ما وراء البحار. أدى الاقتراع العام وإلغاء النظام الانتخابي المزدوج الجماعي إلى إنشاء مجالس نيابية على مستوى الدوائر والمحلية وتوسيع نطاق سلطات المجالس الإقليمية. يمكن لكل إقليم الآن صياغة سياساته المحلية الخاصة به، مع استمرار تلك المناطق في الاعتماد على فرنسا في القرارات المتعلقة بالشؤون الخارجية والدفاع والتعليم العالي والمساعدات الاقتصادية.
كان أهم حكم في قانون Loi-Cadre لعام 1965 هو إنشاء مجلس حكومة لتولي الوظائف التنفيذية الرئيسية لكل إقليم كان حتى ذلك الوقت يُنفذ من قبل مسؤول استعماري معين من قبل باريس. كانت المجالس تتألف من ثلاثة إلى ستة وزراء تنتخبهم المجالس الإقليمية بناءً على مشورة الحزب المهيمن. تم تكليف كل وزير بالإشراف على إدارة وظيفية للحكومة. صار رئيس الوزراء نائبًا لرئيس المجلس، إن لم يكن هو في منصب رئيس الوزراء. وفي موريتانيا، كان ذلك الشخص مختار ولد داداه، المحامي الوحيد في البلاد وأحد أفراد عائلة دينية بارزة موالية لفرنسا.

## طريق الاستقلال والسعي للوحدة الوطنية
تم الاستثمار في حكومة موريتانيا الأولى في مايو 1957 واختارت رمزيًا نواكشوط عاصمة جديدة، والتي كانت تقع بشكل شبه كامل بين وادي نهر السنغال، الذي يسكنه المزارعون السود بشكل أساسي، ومعقل المور في أدرار. مثل الاختيار حلًا وسطًا بين هذين المجالين المتنافسين. كما أنها حددت نغمة نهج داداه تجاه النزاعات السياسية في موريتانيا: التسوية والمصالحة من أجل الوحدة الوطنية.
كان التحدي الأكبر للوحدة الوطنية هو سكان موريتانيا غير المتجانسين. كانت المناطق الجنوبية في موريتانيا، كما هو الحال في جميع دول الساحل، مأهولة بشكل رئيسي من قبل الفلاحين الذين ينتمون عنصريًا وثقافيًا إلى أفريقيا السوداء، بينما كان سكان مناطقها الشمالية من البدو الصحراويين الذين تم تحديدهم مع العالم العربي. وعند الاستقلال، كان من الممكن تقسيم سكان موريتانيا الذين يقدر عددهم بنحو 1.5 إلى 1.8 مليون نسمة لثلاث مجموعات: ثلث السكان كانوا من أصل عرقي وإثني موري؛ ثلث آخر، رغم كونهم من السود عرقيًا أو مختلط من السود الموريين، كانوا عرقيًا موريين (هذه المجموعة من الموريين السود كانت في الأساس طبقة من العبيد حتى عام 1980، عندما ألغيت العبودية)؛ والثلث المتبقي من السود عرقيًا وإثنيًا، يشبه في كثير من النواحي السكان في السنغال ومالي المجاورتين.
أعاقت تحقيق الوحدة الوطنية رغبات بعض الموريين، ومعظمهم من الأجزاء الشمالية من البلاد، في الاتحاد مع المغرب، والرغبات الموازية للعديد من السود في الانفصال عن موريتانيا والانضمام إلى اتحاد مالي. أدت هزيمة حزب الوفاق الموريتاني وبابانا على يد الاتحاد التقدمي الموريتاني في انتخابات 1951 و1956، والتي رسخت هيمنة الاتحاد التقدمي الموريتاني، إلى هروب بابانا والعديد من أتباعه في صيف عام 1956 إلى المغرب، حيث تولى بابانا رئاسة المجلس الوطني للمقاومة الموريتانية. وبدعم من العديد من الموريتانيين داخل موريتانيا، دعمت هذه المجموعة مطالبات المغرب بموريتانيا، وبالتالي، معارضة المغرب لاستقلال موريتانيا.
لموازنة التعاطف المؤيد للمغرب من العديد من الموريين، شكلت مجموعات الأقليات الجنوبية حزبًا إقليميًا سمي كتلة غورغول الديمقراطية. التزم الحزب بمنع الاتحاد مع المغرب والحفاظ على العلاقات الوثيقة مع البلدان الأفريقية السوداء. اجتمع مفكرون من مختلف الأقليات السوداء بداكار في السنغال في عام 1957 وأنشأوا اتحاد سكان وادي النهر للنضال من أجل حقوق الأقليات ضد هيمنة المور.
كما أدى ضم مسؤولين فرنسيين إلى وزارتي المالية والتخطيط الاقتصاديتين إلى إعاقة الوحدة الوطنية. تلقى داداه تعليمه في فرنسا، وبعد أن عاد لتوه إلى موريتانيا لتشكيل الحكومة، لم يشارك في التنافسات والصراع على السلطة. أدى انسجامه مع الفرنسيين إلى نفور جمعية الشباب الموريتاني، وهي مجموعة مهمة دعت إلى الاستقلال التام ومناهضة الاستعمار بشكل صارم.
في هذا الجو من التشرذم المتزايد وعدم الاستقرار السياسي، دعا داداه بدعم قوي من فرنسا إلى الوحدة بين جميع الفصائل. في مؤتمر ألاك في مايو 1958، تم تشكيل حزب إعادة التجميع الموريتاني في إطار اندماج الاتحاد التقدمي الموريتاني وعناصر من حزب الوفاق الموريتاني الذي طرد بابانا وكتلة غورغول الديمقراطية. ترأس هذا الحزب داداه أمينًا عامًا وسيدي المختار رئيسًا. دعا برنامجه موريتانيا للانضمام إلى الجالية الفرنسية (أفريقيا الناطقة بالفرنسية) ورفض مطالبة المغرب لموريتانيا والاقتراح الفرنسي لعام 1957 لتوحيد موريتانيا مع الدول الصحراوية الناطقة بالفرنسية في منظمة الدول الصحراوية المشتركة التي تسيطر عليها فرنسا. كما اقترح البرنامج التنظيم المنهجي داخل البلد للجان الحزب المحلية لإشراك جميع قطاعات السكان في الحزب. عكس برنامج الحزب المحاور الثلاثة الرئيسية للوحدة الموريتانية: رفض الاتحاد مع مالي أو المغرب تحت أي شروط، ومبدأ التوازن بين الموريين والسود داخل الحزب والحكومة، وتفوق داداه باعتباره الشخص الوحيد القادر على الاحتفاظ بالبلد معًا.
مثل حزب التجمع الموريتاني اتحادًا للعناصر الحديثة والتقليدية بالإضافة إلى التوازن بين الشمال والجنوب. ومع ذلك، أدت هيمنة العناصر التقليدية التي تفضل العلاقات الوثيقة مع فرنسا إلى نهاية الوحدة. وفي يوليو 1958 انشق قادة الشباب التقدميون، المستبعدين من صنع القرار في المؤتمر الحزبي المنعقد في نواكشوط، وشكلوا حزبًا معارضًا جديدًا هو حزب النهضة الوطني الموريتاني مع أحمد بابا مسكه أمينًا عامًا. دعا برنامج النهضة إلى الاستقلال التام والفوري عن فرنسا والتقارب مع المغرب. ومع أن البرنامج كان مصممًا لحشد معارضة متنوعة لحزب التجمع الموريتاني التقليدي، إلا أن الدعوة إلى التقارب مع المغرب دفعت معارضي النهضة إلى تسميته بحزب المور، مما كلفه دعم الأقليات السوداء. لكن أعضاء الوفاق الموريتاني السابق، بما في ذلك بابانا، أيدوا حزب النهضة. كما اجتذب برنامجه القومي المناهض للاستعمار العديد من شباب المور.

### استشهاد بأعمال
- Handloff, Robert E., editor. Mauritania: A Country Study. مكتبة الكونغرس Federal Research Division (June 1988). This article incorporates text from this source, which is in the public domain.